# Maniraptoromorpha
Maniraptoromorpha è un clade di dinosauri teropodi coelurosauri che includono Maniraptoriformes, Ornitholestes e Coelurus. Diversi filogenetici hanno mostrato il loro supporto nel raggruppamento di Maniraptoriformes con almeno il sopramenzionato Ornitholestes. Questo gruppo fu nominato da Andrea Cau, che lo definì "il clade più inclusivo che contiene Vultur gryphus (Linnaeus, 1758), ed esclude Tyrannosaurus rex (Osborn, 1905)".
Questo gruppo di coelurosauri secondo Cau (2018) possiede le seguenti sinapomorfie:
Chiglia o carena del centro cervicale postassiale, assenza di hyposphene-hypantbra nelle vertebre caudali (inversione verso la condizione plesiomorfica teropoda), un prominente processo dorsomediale sul carpo semilunato, un margine ventrale convesso del piede pubico, un'estremità distale subrettangolare della tibia e un solco lungo il margine posteriore dell'estremità prossimale della fibula.
Nel 2019, Hendrickx et al. nominò il sottoclade Neocoelurosauria come un nodo basato sul ramo per il clade contenente Maniraptoriformes e Compsognathidae.